# Saretschny (Pensa)
Saretschny (russisch Заречный) bzw. von 1962 bis 1992 Pensa-19 (Пенза-19) ist eine geschlossene Stadt in der Oblast Pensa (Russland) mit 63.601 Einwohnern (Stand 14. Oktober 2010).

## Geographie
Saretschny liegt zwölf Kilometer östlich der Gebietshauptstadt Pensa an der Straße nach Samara (auch als Fernstraße M5 bekannt). Die nächstgelegenen Städte sind neben Pensa Gorodischtsche (34 km östlich von Saretschny) und Sursk (35 km südöstlich).
Das Klima in Saretschny ist gemäßigt kontinental mit einer Jahresdurchschnittstemperatur der Luft von +3 °C und einer Niederschlagsmenge von etwa 500 mm jährlich.

## Geschichte

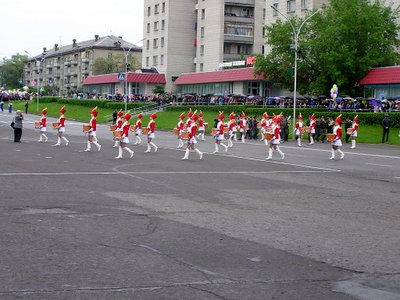
Stadtfest in Saretschny 2004

Die Stadt Saretschny (wörtlich „hinter dem Fluss“) wurde 1958 gegründet, indem ein Stadtbezirk (Rajon) aus Pensa ausgegliedert wurde.
Anlass war der Bau eines Werks zur Herstellung von Geräten für die Atomwaffenindustrie. Da diese Produktion streng geheim gehalten wurde, erhielt Saretschny 1962 den Status einer geschlossenen Stadt, die nicht öffentlich zugänglich ist und ursprünglich auch nicht auf Landkarten verzeichnet war.
Ab 1962 trug der Ort den Codenamen Pensa-19, seit 1992 heißt er wieder Saretschny.

### Bevölkerungsentwicklung
| Jahr | Einwohner |
| ---- | --------- |
| 1959 | 6.450     |
| 2002 | 62.970    |
| 2010 | 63.601    |

Anmerkung: Volkszählungsdaten

## Wirtschaft
Hauptbetrieb der Stadt ist die staatliche Holding PO Start, die zur Atomenergiebehörde Rosatom gehört und zu der das Gerätewerk PPS in Saretschny zählt. Außerdem ist in Saretschny ein Forschungs- und Konstruktionsinstitut für Radioelektronik ansässig.

## Söhne und Töchter der Stadt
- Mark Serow (* 1974), Kosmonautenanwärter